# جو کاب
جو کاب (انگلیسی: Joe Cobb؛ ۷ نوامبر ۱۹۱۶ – ۲۱ مهٔ ۲۰۰۲) بازیگر اهل ایالات متحده آمریکا بود.
از فیلم‌ها یا برنامه‌های تلویزیونی که وی در آن نقش داشته است، می‌توان به  سگم را دوست دارم، بیگ شو، تلفات جنگ!، شرکت بارنوم و رینگلینگ، برادر کوچولو، کک‌های جنجال‌آفرین و جهانگردی اشاره کرد.